# Collegi elettorali del Senato della Repubblica del 2017
I collegi elettorali del Senato della Repubblica del 2017 sono stati utilizzati per le elezioni politiche del 2018.

## Storia
Ai fini delle elezioni del Senato della Repubblica del 2018, tramite legge del 3 novembre 2017, n. 165, il territorio italiano è stato suddiviso in circoscrizioni elettorali corrispondenti alle regioni italiane, in ottemperanza alla Costituzione della Repubblica Italiana, che all'art. 57 prevede: «il Senato della Repubblica è eletto a base regionale».
Ogni circoscrizione è stata divisa in collegi plurinominali (per un totale di 33), a loro volta suddivisi in collegi uninominali (per un totale di 116), stabiliti in base al decreto legislativo del 12 dicembre 2017 n. 189
La circoscrizione Estero è stata suddivisa in quattro ripartizioni territoriali.

## Lista
| Regioni (senatori eletti)        | Circoscrizioni                   | Circoscrizioni             | Collegi plurinominali      | Collegi uninominali                        | Collegi uninominali                                           | Collegi uninominali |
| Regioni (senatori eletti)        | Denominazione                    | Localizzazione             | Collegi plurinominali      | Denominazione                              | Comune/area sub-comunale con la maggiore ampiezza demografica |                     |
| -------------------------------- | -------------------------------- | -------------------------- | -------------------------- | ------------------------------------------ | ------------------------------------------------------------- | ------------------- |
| Piemonte (22)                    | 1 - Piemonte                     |                            | Piemonte - 01              | Piemonte - 01                              | Settimo Torinese                                              |                     |
| Piemonte (22)                    | 1 - Piemonte                     | Piemonte - 02              | Piemonte - 01              | Moncalieri                                 |                                                               |                     |
| Piemonte (22)                    | 1 - Piemonte                     | Piemonte - 03              | Piemonte - 01              | Torino - Collegno                          |                                                               |                     |
| Piemonte (22)                    | 1 - Piemonte                     | Piemonte - 04              | Piemonte - 01              | Torino - Zona statistica 61                |                                                               |                     |
| Piemonte (22)                    | 1 - Piemonte                     | Piemonte - 02              | Piemonte - 05              | Novara                                     |                                                               |                     |
| Piemonte (22)                    | 1 - Piemonte                     | Piemonte - 02              | Piemonte - 06              | Vercelli                                   |                                                               |                     |
| Piemonte (22)                    | 1 - Piemonte                     | Piemonte - 02              | Piemonte - 07              | Alessandria                                |                                                               |                     |
| Piemonte (22)                    | 1 - Piemonte                     | Piemonte - 02              | Piemonte - 08              | Cuneo                                      |                                                               |                     |
| Valle d'Aosta (1)                | 2 - Valle d'Aosta                |                            | -                          | Valle d'Aosta - 01                         | Aosta                                                         |                     |
| Lombardia (49)                   | 3 - Lombardia                    |                            | Lombardia - 01             | Lombardia - 16                             | Pavia                                                         |                     |
| Lombardia (49)                   | 3 - Lombardia                    | Lombardia - 17             | Lombardia - 01             | Cremona                                    |                                                               |                     |
| Lombardia (49)                   | 3 - Lombardia                    | Lombardia - 18             | Lombardia - 01             | Mantova                                    |                                                               |                     |
| Lombardia (49)                   | 3 - Lombardia                    | Lombardia - 02             | Lombardia - 12             | Bergamo                                    |                                                               |                     |
| Lombardia (49)                   | 3 - Lombardia                    | Lombardia - 02             | Lombardia - 13             | Treviglio                                  |                                                               |                     |
| Lombardia (49)                   | 3 - Lombardia                    | Lombardia - 02             | Lombardia - 14             | Brescia                                    |                                                               |                     |
| Lombardia (49)                   | 3 - Lombardia                    | Lombardia - 02             | Lombardia - 15             | Lumezzane                                  |                                                               |                     |
| Lombardia (49)                   | 3 - Lombardia                    | Lombardia - 03             | Lombardia - 08             | Lecco                                      |                                                               |                     |
| Lombardia (49)                   | 3 - Lombardia                    | Lombardia - 03             | Lombardia - 09             | Cantù                                      |                                                               |                     |
| Lombardia (49)                   | 3 - Lombardia                    | Lombardia - 03             | Lombardia - 10             | Como                                       |                                                               |                     |
| Lombardia (49)                   | 3 - Lombardia                    | Lombardia - 03             | Lombardia - 11             | Varese                                     |                                                               |                     |
| Lombardia (49)                   | 3 - Lombardia                    | Lombardia - 04             | Lombardia - 01             | Milano - Area statistica 84                |                                                               |                     |
| Lombardia (49)                   | 3 - Lombardia                    | Lombardia - 04             | Lombardia - 02             | Milano - Area statistica 74                |                                                               |                     |
| Lombardia (49)                   | 3 - Lombardia                    | Lombardia - 04             | Lombardia - 03             | Milano - Legnano                           |                                                               |                     |
| Lombardia (49)                   | 3 - Lombardia                    | Lombardia - 04             | Lombardia - 04             | Rozzano                                    |                                                               |                     |
| Lombardia (49)                   | 3 - Lombardia                    | Lombardia - 05             | Lombardia - 05             | Cologno Monzese                            |                                                               |                     |
| Lombardia (49)                   | 3 - Lombardia                    | Lombardia - 05             | Lombardia - 06             | Monza                                      |                                                               |                     |
| Lombardia (49)                   | 3 - Lombardia                    | Lombardia - 05             | Lombardia - 07             | Sesto San Giovanni                         |                                                               |                     |
| Trentino-Alto Adige/Südtirol (7) | 4 - Trentino-Alto Adige/Südtirol |                            | Trentino-Alto Adige - 01   | Trentino-Alto Adige - 01                   | Bolzano                                                       |                     |
| Trentino-Alto Adige/Südtirol (7) | 4 - Trentino-Alto Adige/Südtirol | Trentino-Alto Adige - 02   | Trentino-Alto Adige - 01   | Merano                                     |                                                               |                     |
| Trentino-Alto Adige/Südtirol (7) | 4 - Trentino-Alto Adige/Südtirol | Trentino-Alto Adige - 03   | Trentino-Alto Adige - 01   | Bressanone                                 |                                                               |                     |
| Trentino-Alto Adige/Südtirol (7) | 4 - Trentino-Alto Adige/Südtirol | Trentino-Alto Adige - 04   | Trentino-Alto Adige - 01   | Trento                                     |                                                               |                     |
| Trentino-Alto Adige/Südtirol (7) | 4 - Trentino-Alto Adige/Südtirol | Trentino-Alto Adige - 05   | Trentino-Alto Adige - 01   | Rovereto                                   |                                                               |                     |
| Trentino-Alto Adige/Südtirol (7) | 4 - Trentino-Alto Adige/Südtirol | Trentino-Alto Adige - 06   | Trentino-Alto Adige - 01   | Pergine Valsugana                          |                                                               |                     |
| Veneto (24)                      | 5 - Veneto                       |                            | Veneto - 01                | Veneto - 01                                | Venezia                                                       |                     |
| Veneto (24)                      | 5 - Veneto                       | Veneto - 02                | Veneto - 01                | Belluno                                    |                                                               |                     |
| Veneto (24)                      | 5 - Veneto                       | Veneto - 03                | Veneto - 01                | Treviso                                    |                                                               |                     |
| Veneto (24)                      | 5 - Veneto                       | Veneto - 04                | Veneto - 01                | Rovigo                                     |                                                               |                     |
| Veneto (24)                      | 5 - Veneto                       | Veneto - 02                | Veneto - 05                | Padova                                     |                                                               |                     |
| Veneto (24)                      | 5 - Veneto                       | Veneto - 02                | Veneto - 06                | Bassano del Grappa                         |                                                               |                     |
| Veneto (24)                      | 5 - Veneto                       | Veneto - 02                | Veneto - 07                | Vicenza                                    |                                                               |                     |
| Veneto (24)                      | 5 - Veneto                       | Veneto - 02                | Veneto - 08                | Verona                                     |                                                               |                     |
| Veneto (24)                      | 5 - Veneto                       | Veneto - 02                | Veneto - 09                | Villafranca di Verona                      |                                                               |                     |
| Friuli-Venezia Giulia (7)        | 6 - Friuli-Venezia Giulia        |                            | Friuli-Venezia Giulia - 01 | Friuli-Venezia Giulia - 01                 | Trieste                                                       |                     |
| Friuli-Venezia Giulia (7)        | 6 - Friuli-Venezia Giulia        | Friuli-Venezia Giulia - 02 | Friuli-Venezia Giulia - 01 | Udine                                      |                                                               |                     |
| Liguria (8)                      | 7 - Liguria                      |                            | Liguria - 01               | Liguria - 01                               | Savona                                                        |                     |
| Liguria (8)                      | 7 - Liguria                      | Liguria - 02               | Liguria - 01               | Genova - Sezione urbanistica San Fruttuoso |                                                               |                     |
| Liguria (8)                      | 7 - Liguria                      | Liguria - 03               | Liguria - 01               | Genova - La Spezia                         |                                                               |                     |
| Emilia-Romagna (22)              | 8 - Emilia-Romagna               |                            | Emilia-Romagna - 01        | Emilia-Romagna - 01                        | Rimini                                                        |                     |
| Emilia-Romagna (22)              | 8 - Emilia-Romagna               | Emilia-Romagna - 02        | Emilia-Romagna - 01        | Ravenna                                    |                                                               |                     |
| Emilia-Romagna (22)              | 8 - Emilia-Romagna               | Emilia-Romagna - 03        | Emilia-Romagna - 01        | Ferrara                                    |                                                               |                     |
| Emilia-Romagna (22)              | 8 - Emilia-Romagna               | Emilia-Romagna - 04        | Emilia-Romagna - 01        | Bologna                                    |                                                               |                     |
| Emilia-Romagna (22)              | 8 - Emilia-Romagna               | Emilia-Romagna - 02        | Emilia-Romagna - 05        | Modena                                     |                                                               |                     |
| Emilia-Romagna (22)              | 8 - Emilia-Romagna               | Emilia-Romagna - 02        | Emilia-Romagna - 06        | Reggio Emilia                              |                                                               |                     |
| Emilia-Romagna (22)              | 8 - Emilia-Romagna               | Emilia-Romagna - 02        | Emilia-Romagna - 07        | Parma                                      |                                                               |                     |
| Emilia-Romagna (22)              | 8 - Emilia-Romagna               | Emilia-Romagna - 02        | Emilia-Romagna - 08        | Piacenza                                   |                                                               |                     |
| Toscana (18)                     | 9 - Toscana                      |                            | Toscana - 01               | Toscana - 01                               | Firenze                                                       |                     |
| Toscana (18)                     | 9 - Toscana                      | Toscana - 02               | Toscana - 01               | Sesto Fiorentino                           |                                                               |                     |
| Toscana (18)                     | 9 - Toscana                      | Toscana - 03               | Toscana - 01               | Prato                                      |                                                               |                     |
| Toscana (18)                     | 9 - Toscana                      | Toscana - 05               | Toscana - 01               | Lucca                                      |                                                               |                     |
| Toscana (18)                     | 9 - Toscana                      | Toscana - 02               | Toscana - 04               | Arezzo                                     |                                                               |                     |
| Toscana (18)                     | 9 - Toscana                      | Toscana - 02               | Toscana - 06               | Pisa                                       |                                                               |                     |
| Toscana (18)                     | 9 - Toscana                      | Toscana - 02               | Toscana - 07               | Livorno                                    |                                                               |                     |
| Umbria (7)                       | 10 - Umbria                      |                            | Umbria - 01                | Umbria - 01                                | Perugia                                                       |                     |
| Umbria (7)                       | 10 - Umbria                      | Umbria - 02                | Umbria - 01                | Terni                                      |                                                               |                     |
| Marche (8)                       | 11 - Marche                      |                            | Marche - 01                | Marche - 01                                | Pesaro                                                        |                     |
| Marche (8)                       | 11 - Marche                      | Marche - 02                | Marche - 01                | Ancona                                     |                                                               |                     |
| Marche (8)                       | 11 - Marche                      | Marche - 03                | Marche - 01                | Ascoli Piceno                              |                                                               |                     |
| Lazio (28)                       | 12 - Lazio                       |                            | Lazio - 01                 | Lazio - 01                                 | Roma - Quartiere Gianicolense                                 |                     |
| Lazio (28)                       | 12 - Lazio                       | Lazio - 02                 | Lazio - 01                 | Roma - Quartiere Tuscolano                 |                                                               |                     |
| Lazio (28)                       | 12 - Lazio                       | Lazio - 03                 | Lazio - 01                 | Roma - Quartiere Portuense                 |                                                               |                     |
| Lazio (28)                       | 12 - Lazio                       | Lazio - 02                 | Lazio - 04                 | Roma - Quartiere Collatino                 |                                                               |                     |
| Lazio (28)                       | 12 - Lazio                       | Lazio - 02                 | Lazio - 05                 | Viterbo                                    |                                                               |                     |
| Lazio (28)                       | 12 - Lazio                       | Lazio - 02                 | Lazio - 06                 | Guidonia Montecelio                        |                                                               |                     |
| Lazio (28)                       | 12 - Lazio                       | Lazio - 03                 | Lazio - 07                 | Frosinone                                  |                                                               |                     |
| Lazio (28)                       | 12 - Lazio                       | Lazio - 03                 | Lazio - 08                 | Roma - Fiumicino                           |                                                               |                     |
| Lazio (28)                       | 12 - Lazio                       | Lazio - 03                 | Lazio - 09                 | Latina                                     |                                                               |                     |
| Lazio (28)                       | 12 - Lazio                       | Lazio - 03                 | Lazio - 10                 | Velletri                                   |                                                               |                     |
| Abruzzo (7)                      | 13 - Abruzzo                     |                            | Abruzzo - 01               | Abruzzo - 01                               | Pescara                                                       |                     |
| Abruzzo (7)                      | 13 - Abruzzo                     | Abruzzo - 02               | Abruzzo - 01               | L'Aquila                                   |                                                               |                     |
| Molise (2)                       | 14 - Molise                      |                            | Molise - 01                | Molise - 01                                | Campobasso                                                    |                     |
| Campania (29)                    | 15 - Campania                    |                            | Campania - 01              | Campania - 01                              | Benevento                                                     |                     |
| Campania (29)                    | 15 - Campania                    | Campania - 02              | Campania - 01              | Caserta                                    |                                                               |                     |
| Campania (29)                    | 15 - Campania                    | Campania - 03              | Campania - 01              | Avellino                                   |                                                               |                     |
| Campania (29)                    | 15 - Campania                    | Campania - 02              | Campania - 04              | Giugliano in Campania                      |                                                               |                     |
| Campania (29)                    | 15 - Campania                    | Campania - 02              | Campania - 06              | Casoria                                    |                                                               |                     |
| Campania (29)                    | 15 - Campania                    | Campania - 02              | Campania - 07              | Napoli - San Carlo all'Arena               |                                                               |                     |
| Campania (29)                    | 15 - Campania                    | Campania - 02              | Campania - 08              | Napoli - Fuorigrotta                       |                                                               |                     |
| Campania (29)                    | 15 - Campania                    | Campania - 03              | Campania - 05              | Portici                                    |                                                               |                     |
| Campania (29)                    | 15 - Campania                    | Campania - 03              | Campania - 09              | Torre del Greco                            |                                                               |                     |
| Campania (29)                    | 15 - Campania                    | Campania - 03              | Campania - 10              | Salerno                                    |                                                               |                     |
| Campania (29)                    | 15 - Campania                    | Campania - 03              | Campania - 11              | Battipaglia                                |                                                               |                     |
| Puglia (20)                      | 16 - Puglia                      |                            | Puglia - 01                | Puglia - 01                                | Bari                                                          |                     |
| Puglia (20)                      | 16 - Puglia                      | Puglia - 02                | Puglia - 01                | Altamura                                   |                                                               |                     |
| Puglia (20)                      | 16 - Puglia                      | Puglia - 03                | Puglia - 01                | Andria                                     |                                                               |                     |
| Puglia (20)                      | 16 - Puglia                      | Puglia - 08                | Puglia - 01                | Foggia                                     |                                                               |                     |
| Puglia (20)                      | 16 - Puglia                      | Puglia - 02                | Puglia - 04                | Brindisi                                   |                                                               |                     |
| Puglia (20)                      | 16 - Puglia                      | Puglia - 02                | Puglia - 05                | Lecce                                      |                                                               |                     |
| Puglia (20)                      | 16 - Puglia                      | Puglia - 02                | Puglia - 06                | Nardò                                      |                                                               |                     |
| Puglia (20)                      | 16 - Puglia                      | Puglia - 02                | Puglia - 07                | Taranto                                    |                                                               |                     |
| Basilicata (7)                   | 17 - Basilicata                  |                            | Basilicata - 01            | Basilicata - 01                            | Potenza                                                       |                     |
| Calabria (10)                    | 18 - Calabria                    |                            | Calabria - 01              | Calabria - 01                              | Crotone                                                       |                     |
| Calabria (10)                    | 18 - Calabria                    | Calabria - 02              | Calabria - 01              | Cosenza                                    |                                                               |                     |
| Calabria (10)                    | 18 - Calabria                    | Calabria - 03              | Calabria - 01              | Catanzaro                                  |                                                               |                     |
| Calabria (10)                    | 18 - Calabria                    | Calabria - 04              | Calabria - 01              | Reggio Calabria                            |                                                               |                     |
| Sicilia (25)                     | 19 - Sicilia                     |                            | Sicilia - 01               | Sicilia - 01                               | Palermo - Resuttana-San Lorenzo                               |                     |
| Sicilia (25)                     | 19 - Sicilia                     | Sicilia - 02               | Sicilia - 01               | Palermo - Bagheria                         |                                                               |                     |
| Sicilia (25)                     | 19 - Sicilia                     | Sicilia - 03               | Sicilia - 01               | Marsala                                    |                                                               |                     |
| Sicilia (25)                     | 19 - Sicilia                     | Sicilia - 04               | Sicilia - 01               | Agrigento                                  |                                                               |                     |
| Sicilia (25)                     | 19 - Sicilia                     | Sicilia - 05               | Sicilia - 01               | Gela                                       |                                                               |                     |
| Sicilia (25)                     | 19 - Sicilia                     | Sicilia - 02               | Sicilia - 06               | Messina                                    |                                                               |                     |
| Sicilia (25)                     | 19 - Sicilia                     | Sicilia - 02               | Sicilia - 07               | Acireale                                   |                                                               |                     |
| Sicilia (25)                     | 19 - Sicilia                     | Sicilia - 02               | Sicilia - 08               | Catania                                    |                                                               |                     |
| Sicilia (25)                     | 19 - Sicilia                     | Sicilia - 02               | Sicilia - 09               | Siracusa                                   |                                                               |                     |
| Sardegna (8)                     | 20 - Sardegna                    |                            | Sardegna - 01              | Sardegna - 01                              | Cagliari                                                      |                     |
| Sardegna (8)                     | 20 - Sardegna                    | Sardegna - 02              | Sardegna - 01              | Nuoro                                      |                                                               |                     |
| Sardegna (8)                     | 20 - Sardegna                    | Sardegna - 03              | Sardegna - 01              | Sassari                                    |                                                               |                     |

### Ripartizioni
| Circoscrizione | Ripartizione                          | Localizzazione |
| -------------- | ------------------------------------- | -------------- |
| Estero (6)     | Europa (2)                            |                |
| Estero (6)     | America meridionale (2)               |                |
| Estero (6)     | America settentrionale e centrale (1) |                |
| Estero (6)     | Africa, Asia, Oceania e Antartide (1) |                |